# Lousa (Loures)
Lousa is een plaats (freguesia) in de Portugese gemeente Loures en telt 3420 inwoners (2001).